# Györemix!
DJ GYöReMiX! (polgári nevén: Györe Győző Tibor) magyar DJ, MC és hip-hop aktivista, aki a hazai underground hip-hop egyik meghatározó alakja. Több mint három évtizedes pályafutása alatt vinyl-lemezgyűjtőként és DJ-ként tette le a névjegyét. Vinyl-only DJ szettjeivel hangsúlyozza a hip-hop szubkultúra eredetiségének megőrzését, és aktívan hozzájárult a magyar hip-hop fejlődéséhez.

## Életpálya
DJ GYöReMiX! az 1980-as években kezdett érdeklődni a hip-hop kultúra iránt, miután olyan ikonikus filmek inspirálták, mint a Flashdance, a Breakin és a Beat Street. A breaktánc-láz és a zenei csatornák rapklipjei által formálódott zenei érdeklődése 1990-ben a szakközépiskolai rádióban bemutatott mix révén kapott lendületet. Ekkor kapta a DJ GYöReMiX! becenevet, ami egyben elköteleződést is jelentett a hip-hop kultúra iránt.
A '90-es években Budapest klubéletének egyik meghatározó alakjává vált. Partiszervezőként és DJ-ként jelentős szerepet játszott a magyar hip-hop közösség fejlődésében, és rendszeresen fellépett hazai és nemzetközi előadók előtt. Vinyl-only DJ szettjeivel a hagyományos bakelit hangzásvilágot preferálja, amely a hip-hop szubkultúra autentikusságát őrzi.

## Versenyeredmények és kitüntetések
2000-ben DJ GYöReMiX! megnyerte a Mikrofon Party Freestyle döntőjét, és két alkalommal vett részt a magyarországi DMC DJ bajnokságon: 2001-ben csapatban (a BP Boogie Crew tagjaként), és 2003-ban egyéniben. Munkásságát 2009-ben a hiphop.hu életműdíjjal ismerték el, ezzel tisztelegve a magyar hip-hop szcénában betöltött szerepe előtt.

## Lemezgyűjtés és stílus
DJ GYöReMiX! 1988 óta gyűjt bakeliteket, gyűjteménye jelenleg közel 10 000 darabból áll. Ezek között megtalálhatók ritka 12 inch-es maxik, klasszikus hip-hop albumok és olyan lemezek, amelyek személyes emlékekhez köthetők. Vinyl-only DJ fellépéseivel tudatosan őrzi a hip-hop szubkultúra autentikus hangzását, elkerülve az új digitális technológiákat. Szettjei gyakran tartalmaznak olyan elemeket, amelyek nemcsak a régi, hanem a modern hip-hop közönség számára is frissnek és egyedinek hatnak.

## Kulturális hozzájárulás
DJ GYöReMiX! a DJ-zésen túl szakújságíróként, rádiós műsorvezetőként és hip-hop szakértőként is aktívan hozzájárult a magyar hip-hop szcéna fejlődéséhez. Rendszeresen zsűrizett különböző hip-hop versenyeken, és segítette a fiatal tehetségek kibontakozását. Emellett különböző események szervezésével, illetve klubok és partik életre keltésével jelentős szerepet vállalt a magyar underground hip-hop közösségben.

## Magánélet és inspirációk
DJ GYöReMiX! életében a hip-hop mindig is több volt, mint zenei irányzat: egy életstílust képvisel. A szubkultúrával való első találkozása után elkötelezett híve lett a hip-hop alapértékeinek. Inspirációit olyan filmekből és zenei stílusokból merítette, amelyek a hip-hop kultúra különböző ágait mutatták be. Pályafutása során elért sikerei között legfontosabbnak tartja, hogy három évtized után is aktívan jelen van a magyar hip-hop színtéren.

## Aktuális projektek
DJ GYöReMiX! egy dupla mixtape-en dolgozik, amely 28 éves pályafutásának legfontosabb zenei pillanatait foglalja össze. A Györemixtape! címmel tervezett projekt tisztelgés a 30 éves DJ-karrierje előtt. A mixtape megjelenését 2020-ra tervezi.

## Lásd még
- Magyar hip-hop
- Underground hip-hop

## Külső hivatkozások
- DJ GYöReMiX! YouTube interjú